# N41 (België)
De N41 is een Belgische gewestweg die de A11 (E34) via Sint-Niklaas en Dendermonde met Aalst zou moeten verbinden. De weg is echter nooit volledig afgewerkt.
Het vak tussen Dendermonde en Aalst is, op de eerste 3 kilometer van Aalst naar Hofstade na, nooit volledig aangelegd. Voorbij dit stuk zijn er al grondwerken verricht tot in Oudegem,  maar deze ruimte wordt enkel gebruikt als bushalte en lokale zijrijweg. Het verkeer van Dendermonde naar Aalst moet nu nog steeds over de verouderde N406, die door Oudegem en Gijzegem loopt. Dit zorgt voor grote verkeersoverlast in de dorpskernen van Gijzegem en Oudegem. Tussen de kruispunten met de N47 en de N17 fungeert de N41 wel als oostelijke omleiding voor Dendermonde.
De bedoeling was om de N41 te realiseren als een weg met twee dubbele rijstroken, maar anno 2017 is een groot stuk slechts uitgevoerd met één rijstrook per richting. Toch is de N41 een expresweg, aangezien de weg niet door een dorpskom passeert, en is het de enige expresweg die de regio van Dendermonde langs het noorden ontsluit. De N41 vervangt tussen Dendermonde en Sint-Niklaas de oude verbindingsweg N470, die dwars door het centrum van Hamme loopt.
Bovendien is de N41 nooit tot op de A11 (E34) doorgetrokken: de weg komt ten noorden van Sint-Niklaas uit op de ringweg R42. Van daaruit leidt de N403 naar oprit 11 van de A11.
Het traject van de N41 komt overeen met fietssnelweg F43. In 2018 werd een dubbelrichtingsfietspad aangelegd over een lengte van ongeveer 6 km, tussen de rotonde Duivenhoek in Elversele en zijstraat Zandvoortstraat (iets voorbij de Dendermondsesteenweg).